# Бои за Соледар
Бои за Соледар — серия военных столкновений близ города Соледар и в самом городе между Вооружёнными силами Украины и Вооружёнными силами России во время битвы за Донбасс в 2022—2023 годах. Бои окончились отступлением ВСУ.

## Предыстория
Во время наступления на востоке Украины в рамках российского вторжения на Украину в 2022 году российские силы нацелились на захват Донбасса — Донецкой и Луганской областей. Часть этих территорий была захвачена в ходе пророссийских выступлений в 2014 году. В начале июля 2022 года, после вывода украинских войск из Северодонецка и Лисичанска,  Луганская область полностью перешла под контроль России. После этого поле боя переместилось к городам Бахмут, Северск и Соледар, ключевым городам Донецкой области.
Первый массированный обстрел Соледара начался 17 мая. На следующий день губернатор Донецкой области Павел Кириленко заявил, что российские войска приблизились к Соледару на расстояние 20 километров, одновременно обстреливая города Бахмут и Константиновку. Министерство обороны России заявило, что во время этих кампаний в Соледаре были уничтожены украинские склады боеприпасов.
1 июня был совершён обстрел города с целью нейтрализации обороняющихся. Обстрел продолжился 6 июня. 16 июня российские войска совершили неудачную попытку продвинуться в направлении Соледара. Боевые действия усилились в начале июля после падения Северодонецка и Лисичанска. Российские войска обстреляли Соледар, Бахмут и близлежащие города 3 июля, а также продвинулись на несколько километров. До конца июля обстрелы и небольшие успехи ВС РФ продолжались. 26 июля была захвачена Углегорская электростанция, что фактически сделало Соледар следующей ключевой целью для наступления.

## Силы сторон

### Украина
- 46-я отдельная десантно-штурмовая бригада[6];
- 77-я отдельная аэромобильная бригада[6].

### Россия
- ЧВК «Вагнер»[6];
- 2-й гвардейский армейский корпус[3];
- «Ахмат»[3].

## Ход боёв

### 2022 год
Бои в Соледаре были описаны в украинских СМИ как «изнурительные» и характеризуется артиллерийскими дуэлями между войсками, укрепившимися вокруг стратегических точек, расположенных вблизи живых изгородей и деревьев вдоль полос сельскохозяйственных угодий; гражданские лица бежали в подземные убежища, чтобы избежать обстрела.
16 августа авиаудары и наземные бои в окрестностях Соледара продолжались: сепаратисты ЛНР утверждали, что контролируют большую часть промышленной зоны города, но не было никаких доказательств того, что они продвинулись дальше гипсового завода.
19 августа столкновения между украинскими войсками и элементами сил ЛНР продолжились на восточной окраине города. Как сообщил украинский Генеральный штаб, российские войска наступали с направлений Стряповки и Владимировки.

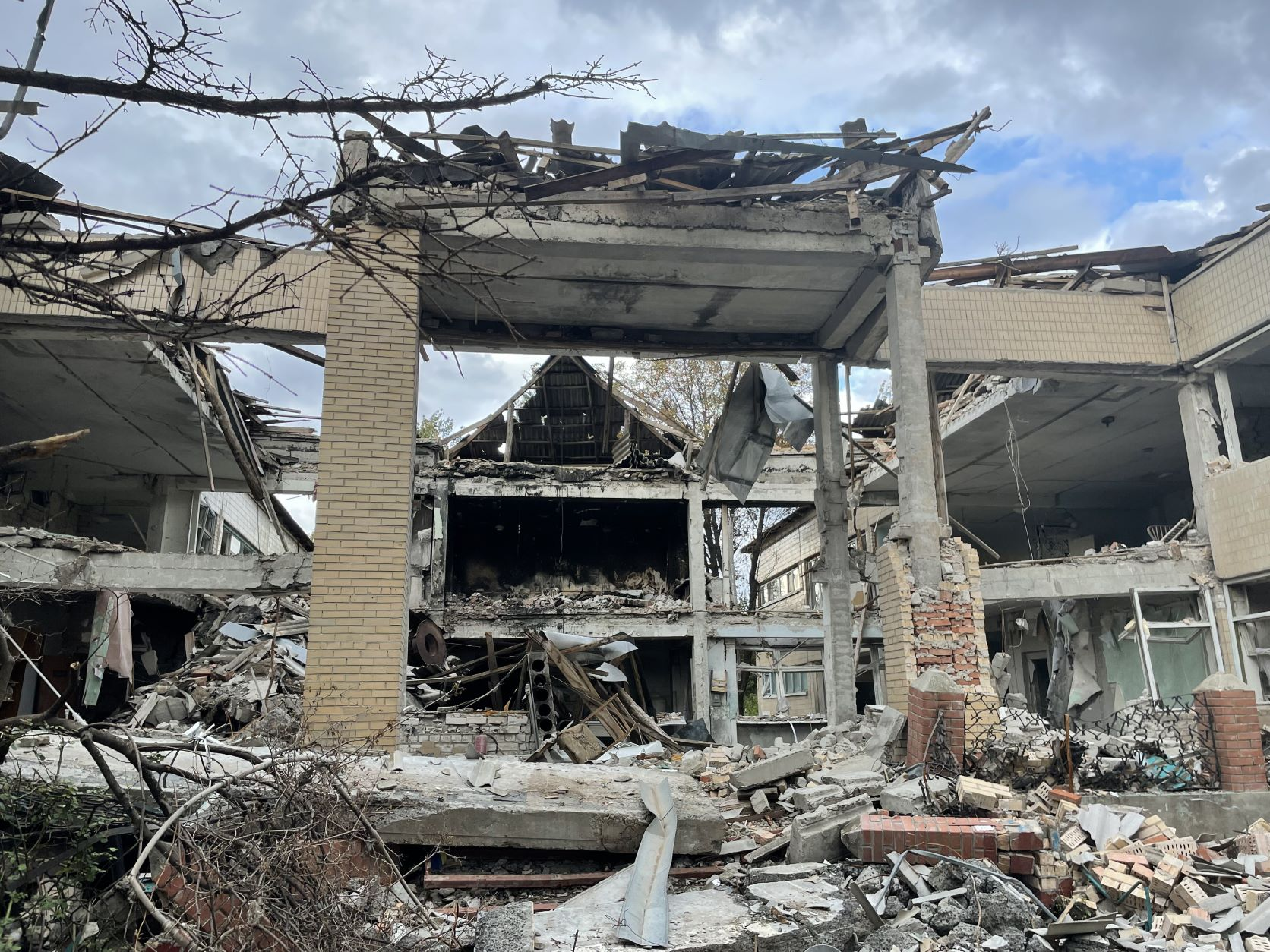
Руины в Соледаре, сентябрь 2022 года

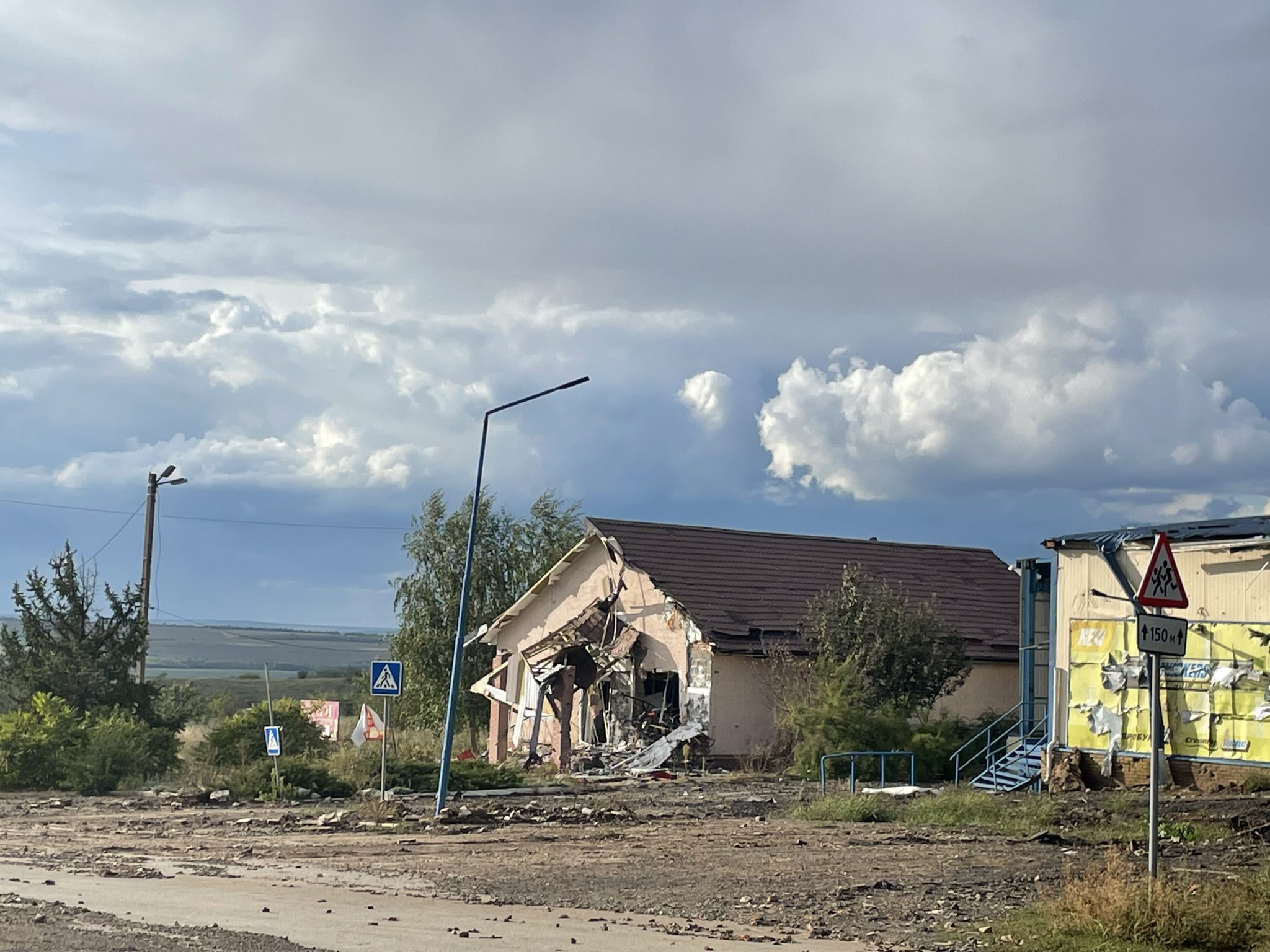
Повреждённые здания в городе

27 августа Генеральный штаб Украины заявил, что украинские войска отразили очередные российские атаки в Соледаре.

### 2023 год
В январе, во время так называемого «рождественского перемирия», в одностороннем порядке объявленного Россией и отвергнутого руководством Украины, была прорвана оборона украинской армии вокруг Соледара. По состоянию на 7 января наёмникам ЧВК «Вагнер» удалось дойти до предприятия «Артёмсоль» в центре Соледара, однако украинские войска удерживали позиции около солевых шахт к северо-западу. Наёмники утверждают, что ведут наступление самостоятельно, однако в боях замечены части российских ВДВ, которые ранее воевали в Херсонской области.
10 января в ежедневном брифинге Великобритании сообщалось, что большая часть Соледара, возможно, находится под контролем России. Вечером Пригожин заявил о якобы полном взятии Соледара исключительно наёмниками ЧВК «Вагнер» и об окружении украинских войск, однако заявления не подтвердились. Кроме этого, на фотографии, опубликованной вместе с заявлением, Пригожин запечатлён не в соляной шахте Соледара, а в гипсовых выработках ОДО «Синиат», расположенных на восточных окраинах Бахмута.
11 января Управление стратегических коммуникаций ВСУ и представитель Восточной группировки ВСУ Сергей Череватый отрицали полное взятие города Россией. BBC со ссылкой на ISW отмечало, что эксперты видели кадры с бойцами ЧВК «Вагнер» в центре города, однако оценить, кто именно контролирует те или иные кварталы в Соледаре, довольно тяжело, так как во время уличных боёв ситуация очень быстро меняется. Журналисты CNN, находящиеся в районе боевых действий, сообщили, что по состоянию на 11 января в Соледаре нет признаков отступления ВСУ. Минобороны РФ заявило, что российские войска блокировали Соледар с севера и юга подразделениями ВДВ и что был взят поселок Подгородное. ISW считает, что данные заявления сделаны МО РФ для снижения репутационных потерь и уменьшения влияния Пригожина.
13 января американский Институт изучения войны (ISW) заявил, что российские силы, вероятно, захватили Соледар. Как сообщили эксперты организации, «все имеющиеся данные указывают на то, что украинские силы больше не поддерживают организованную оборону в Соледаре». По мнению ISW, заявление президента Украины Владимира Зеленского от 12 января, где говорится, что силы ВСУ держат позиции в городе, относится к рубежам возле Соледара, но не к нему самому. Также российские представители и МО РФ впервые официально заявили о полном захвате Соледара, никак не упомянув роль наёмников, однако украинская сторона обвинила Россию в дезинформации и заявила, что бои всё ещё идут. Журналист CNN, находившийся в 2,5 милях (4 км) от города, сообщил, как украинские силы перебрасывают войска, что, по-видимому, является довольно организованным отступлением.
Согласно заявлению Минобороны Британии, по состоянию на 15 января украинские войска скорее всего продолжали удерживать позиции в городе.
16 января, согласно Институту изучения войны (ISW), железнодорожная станция «Соль», расположенная в 3 км к северо-западу от Соледара, была захвачена силами группы «Вагнер».
Согласно оценке Министерства обороны Великобритании, в конце 16 января украинские силы «с большой вероятностью» были выведены из Соледара и вероятно установили новые оборонные рубежи к западу от города. В то же время, по данным ISW на 17 января, украинские силы могли по-прежнему сохранять позиции в западной части микрорайона Соль, который находится в Соледаре.
18 января Министерство обороны России заявило, что российские «добровольцы штурмовых отрядов» захватили Соль, однако ISW не смог независимо проверить заявления России. Украинский Генштаб сделал заявление об отражении российского наступления вблизи Соли. В то же время ISW отмечал: «геолоцированные кадры, опубликованные 18 января, показывают, что российские войска, вероятно, продвинулись дальше к западу от Соледара в Двуречье (2 км к западу от Соледара)».
По информации от военных блоггеров и ISW, российские и украинские войска вступили в бой возле Парасковиевки (5 км к юго-западу от Соледара).
Согласно отчёту ISW за 21 января, российские войска предположительно смогли продвинуться в западную часть н.п. Соль и взять под контроль Двуречье.
25 января представитель Восточной группировки ВСУ Сергей Череватый подтвердил отступление украинских войск из Соледара «для сохранения жизни личного состава».

## Оценки
Историк Николай Митрохин оценил потери российской стороны в 25 тыс. убитых.
Институт изучения войны 8 августа опубликовал оценку, что российские войска, вероятно, стремятся установить контроль над Соледаром к северу от Бахмута и Зайцево к югу от Бахмута, чтобы создать условия для нарушения украинского контроля над магистралью T0513, которая поддерживает украинские передовые позиции к северу от Донецка.
15 января Financial Times со ссылкой на оценки американских властей сообщило, что в ходе боев на участке Соледар—Бахмут ЧВК «Вагнер» потеряла 4000 наемников погибшими и 10 000 ранеными.
25 января 2023 года New York Times процитировал представителя ВСУ Сергея Череватого, признавшего, что украинские войска отступили из Соледара. Это было объяснено желанием сохранить личный состав. По словам издания, военный признал, что захват города дает российским силам дополнительное преимущество в боях за Бахмут. По оценке издания, захват Соледара ознаменовал собой победу Кремля и особенно основателя ЧВК «Вагнер» Евгения Пригожина, который заявлял о захвате Соледара неделей ранее.
По данным расследования CNN, минобороны РФ сформировало штурмовое подразделение, куда вошли российские заключённые. В октябре 2022 подразделение принимало участие в боях за Соледар, где понесло катастрофические потери. Так, из группы в 130 человек в строю осталось не более 40 — остальные либо погибли, либо были тяжело ранены. Раненым не оказывается медпомощь. Один из заключённых заявил журналистам, что половина его отряда погибла из-за преднамеренного огня по своим других военнослужащих РФ.